# Sebastian Koch-Hansen
Sebastian Witthøft Koch-Hansen (født 19. juni 1984 på Frederiksberg) er en dansk håndboldspiller, der spiller for FCK Håndbold i Håndboldligaen, som han blev danmarksmester med i 2008. Han er storebror til  sin tidligere holdkammerat i FCK, Nikolaj Witthøft Koch-Hansen.